# Desfoursové
Desfoursové [defúrové] (též Des Fours) jsou šlechtický rod, který do českých zemí přišel z Lotrinska. Hlavním sídlem rodu v Čechách byl po tři sta let zámek Hrubý Rohozec, k tomuto panství patřila také část Jizerských hor. Dočasně patřily Desfoursům také další statky v různých částech Čech (Velhartice, Průhonice, Náchod). Na základě sňatku spojili v roce 1798 své jméno s vymřelým rodem Valderodů z Eckhausenu (tedy Desfours-Walderode, resp. Des Fours-Walderode, Des Fours Walderode). Díky dědictví po Valderodech rozšířili svůj majetek i na Moravu (Křetín, Potštát). Majetek rodu byl v roce 1945 zkonfiskován na základě Benešových dekretů, od roku 1990 vedou dědicové rodu soudní spor o restituci Hrubého Rohozce.

## Původ rodu
Zakladatelem rodu byl Guilleminus des Vieux Fours, který pocházel z Brabantska, vstoupil do služeb lotrinského vévody Reného I. a v roce 1425 byl povýšen do šlechtického stavu, v polovině 15. století se rodina trvale usadila v Lotrinsku na panstvích Mount a Athienville. Louis Desfours (1543–1614) byl lotrinským vyslancem na dvoře Rudolfa II. a jeho syn Mikuláš (1588–1661) jako císařský vojevůdce za třicetileté války položil základy rodového bohatství v Čechách.
Mikuláš Desfours se v císařské armádě uplatnil po boku Albrechta z Valdštejna, který mu zajistil hodnost plukovníka (1625), díky němu také získal první majetek v Čechách (Hrubý Rohozec, 1628), Valdštejn byl i kmotrem Mikulášova nejstaršího syna. V roce 1629 byl povýšen do stavu svobodných pánů a v roce 1634 získal titul říšského hraběte a hodnost generála. Po Valdštejnově smrti obdržel z jeho konfiskovaného majetku ještě panství Semily. V roce 1660 zdědil po starší lotrinské větvi majetek v Lotrinsku (panství Mont a Athienville), rozhodl se ale zůstat v Čechách.

## Historie rodu v17.–20. století

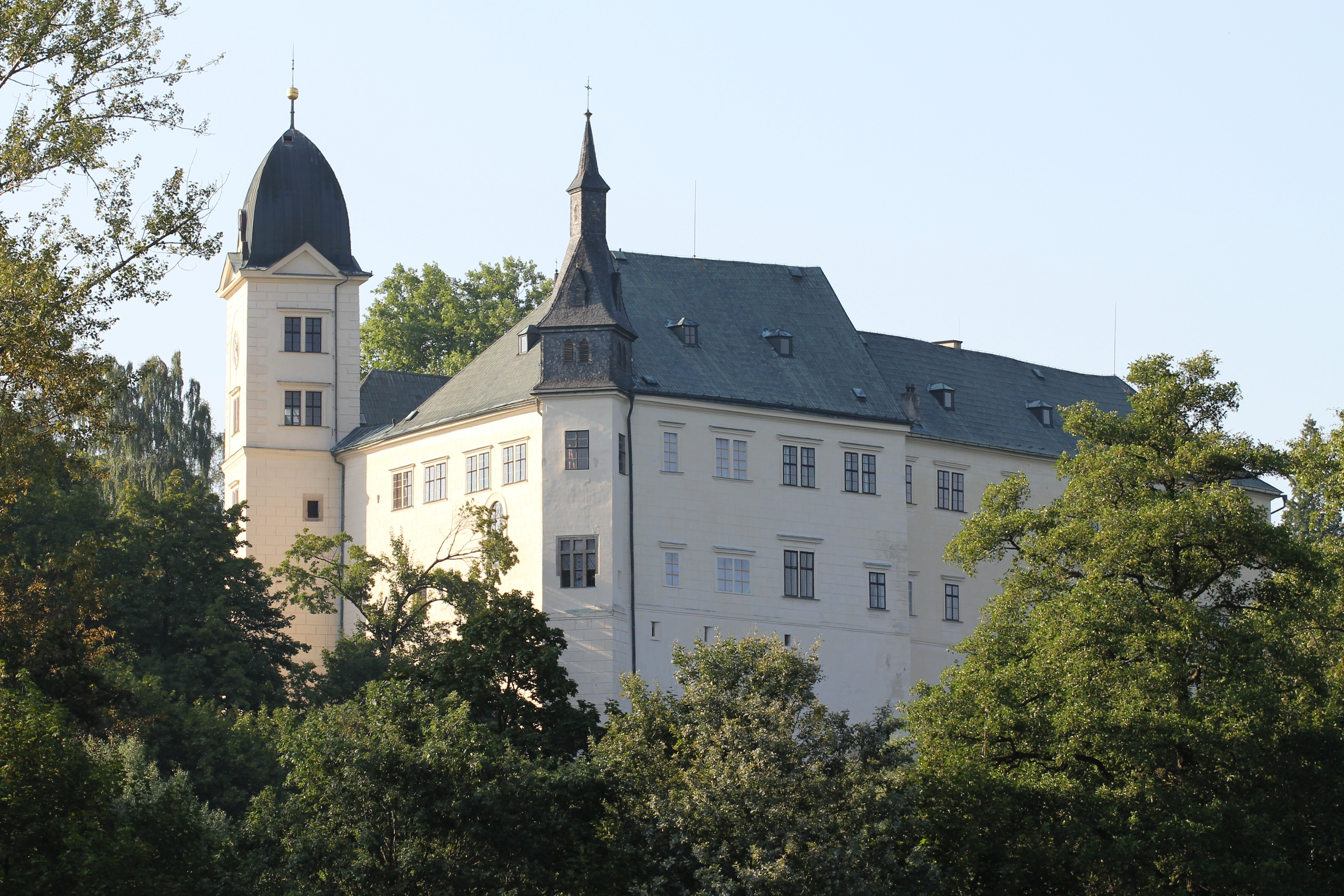
Zámek Hrubý Rohozec, hlavní sídlo rodu (1628–1945)

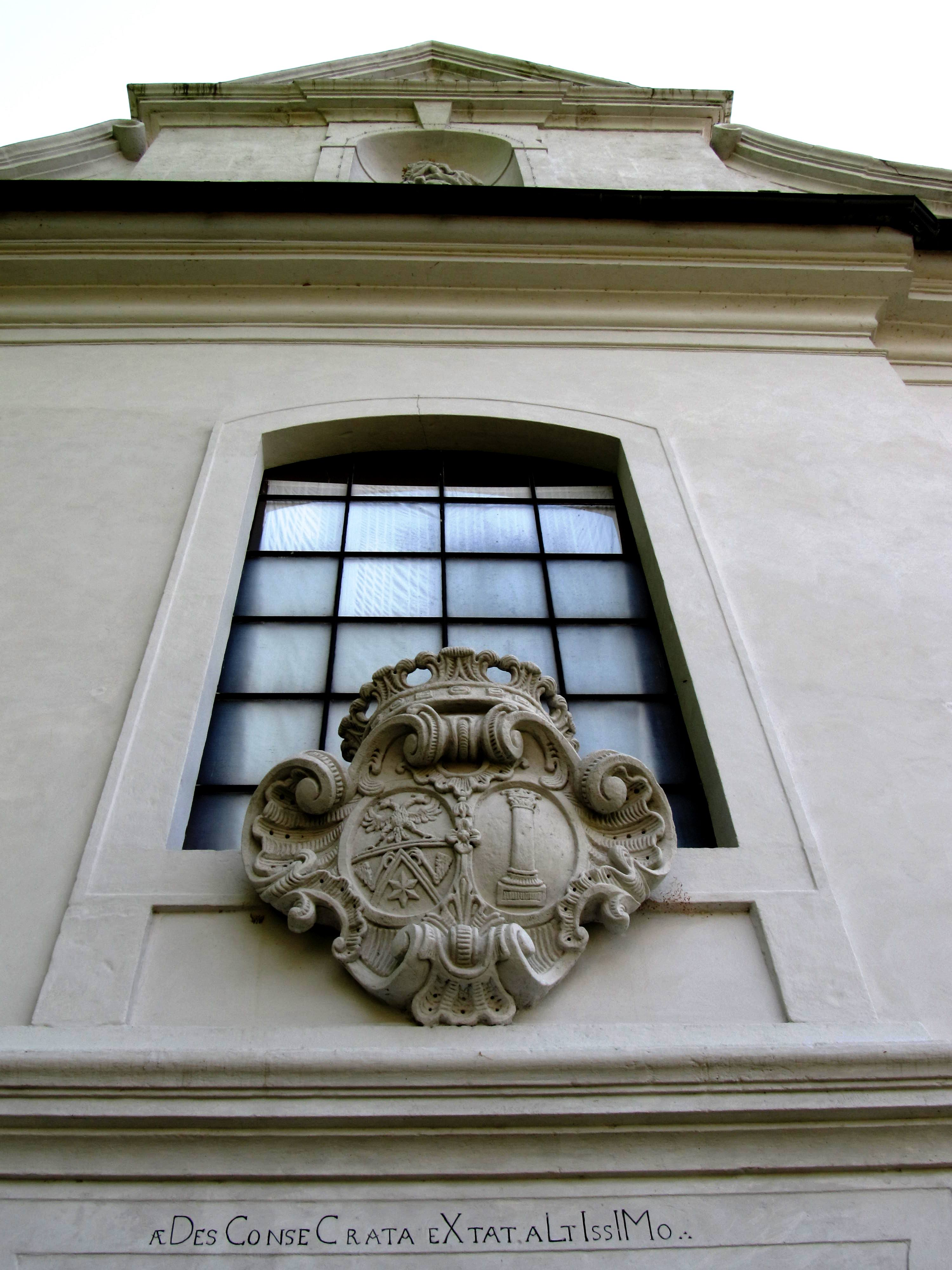
Alianční erb Karla Josefa Desfourse a jeho manželky Karolíny z Colonna-Felsu nad vstupem do kostela sv. Jakuba Většího v Železném Brodě

Mikulášův jediný syn Albrecht Maxmilián I. (1629–1683) dosáhl v armádě hodnosti generála, v dalších generacích se ale Desfoursové ve veřejném životě angažovali jen výjimečně. Albrecht Maxmilián měl ze dvou manželství celkem 23 dětí, většina z nich ale zemřela v dětství, nové rodové větve, rohozeckou, maloskalskou a semilskou založili synové Albrecht Maxmilián II. (1671–1732), Matyáš Václav (1674–1710) a Ferdinand Magnus (1677–1753). Nejmladší Ferdinand Magnus zdědil Semily a sňatkem získal Radenín v jižních Čechách, přežil ale své tři syny i jediného vnuka zemřelého v dětství, takže jeho úmrtím semilská větev zanikla již v roce 1753.
Kromě úprav a novostaveb zámeckých sídel se aktivity Desfoursů v 17. a 18. století odehrávaly také v oblasti podpory katolické církve a jejich zásluhou vznikla řada kostelů na rodových panstvích (Železný Brod, Smržovka, Jenišovice, Bzí, Bozkov). Byli také donátory řádu paulánů a v jejich pražském kostele sv. Salvátora byla rodová hrobka. Po zrušení paulánského kláštera byla nová hrobka zřízena v Železném Brodě. Zásluhou Desfoursů byla kolonizována dosud neosídlená část Jizerských hor a některé názvy nových obcí odkazují na členy rodu (Albrechtice v Jizerských horách, Josefův Důl), zde také došlo k rozvoji sklářství. Jméno rodu připomíná také název obce Defurovy Lažany na Klatovsku, zdejší zámek jim patřil v 18. století.

### Rohozecká větev

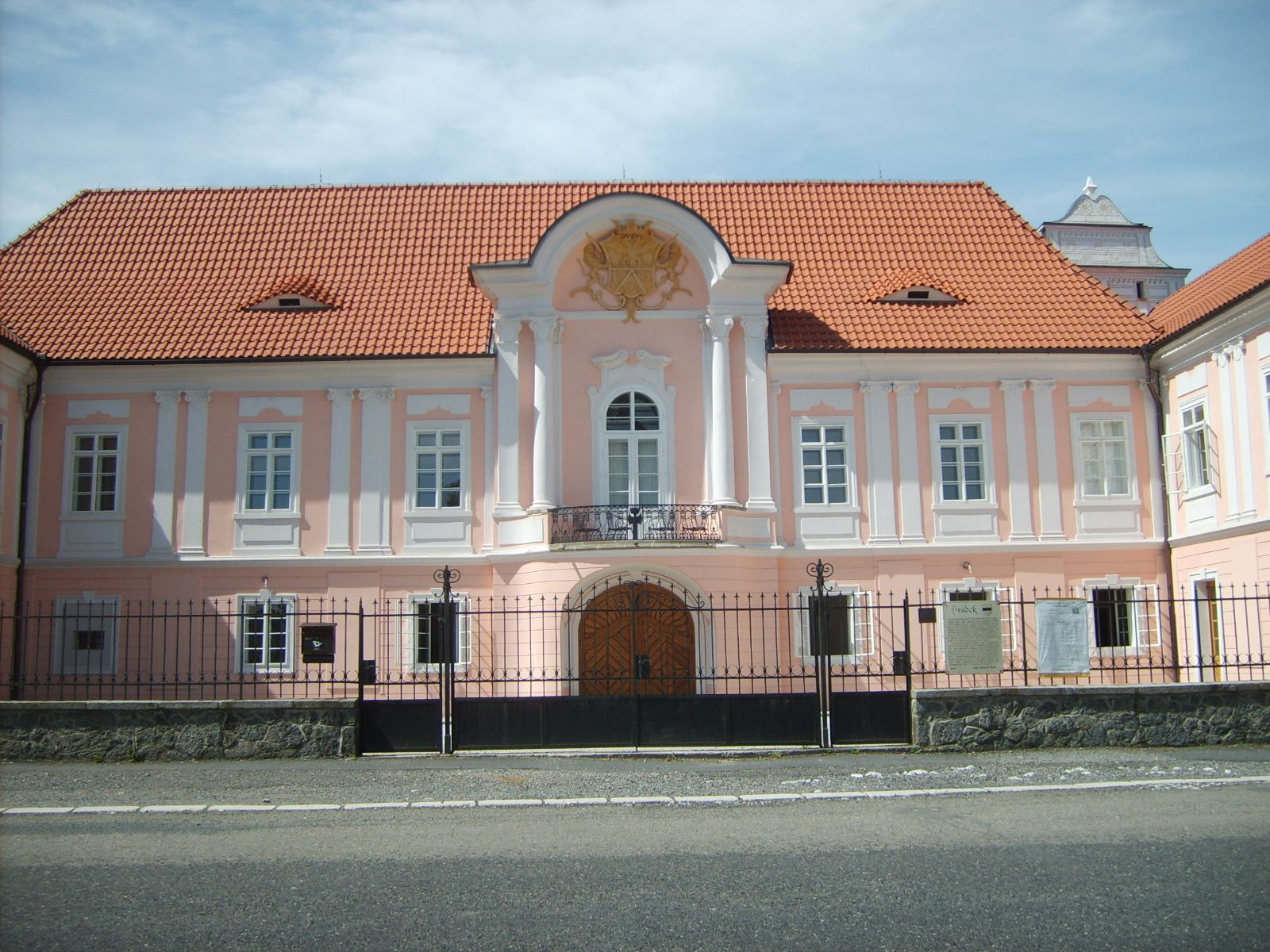
Zámek Hrádek u Sušice, sídlo hrádecké linie Desfoursů v letech 1731–1826

Zakladatelem rohozecké větve byl Albrecht Maxmilián II., který si mimo jiné nechal vystavět Desfourský palác v Praze (později zvaný Wimmerovský, či Porgesovský), v roce 1718 přikoupil Průhonice u Prahy. Jeho dědic Karel Josef (1701–1775) pobýval převážně na zámku ve Spáleném Poříčí, za válek o rakouské dědictví se zkompromitoval jako hostitel francouzských generálů a od krále Karla Albrechta přijal hodnost komořího, takže upadl v nemilost u Marie Terezie. Zadlužené Spálené Poříčí musel v roce 1749 prodat, později byla uvalena vnucená správa i na jeho majetek v severních Čechách. Jeho mladší bratr Albrecht Maxmilián III. (1708–1748) zdědil Průhonice a oženil se s Ludmilou Piccolominiovou (1703–1768). Jejich syn Josef Vojtěch (1734–1791) byl od roku 1757 majitelem Průhonic a po vymření Piccolominiů zdědil v roce 1783 jejich majetek v Čechách (Náchod), své nároky ale musel obhajovat u soudu. Fakticky dědictví převzal v roce 1787, náchodské panství se šesti městy a 80 vesnicemi bylo největším celkem, které bylo v majetku Desfoursů. Jednalo se ale jen o krátkou epizodu, protože Josef Vojtěch byl milovníkem velkolepých honů a slavností a panství značně zadlužil. Po smrti Josefa Vojtěcha musel jeho bratranec František Antonín I. (1730–1822) svolit k dražbě a Náchod byl za milión a čtvrt zlatých prodán kuronskému vévodovi Petru Bironovi.
Pokračovatelem rohozecké větve byl syn Karla Josefa František Antonín I. (1730–1822), který po otcově smrti hospodářsky konsolidoval zděděný majetek, ale i za něj došlo ke ztrátám. V důsledku francouzské revoluce přišel v roce 1794 o majetek v Lotrinsku (Athienville), kvůli dluhům musel v roce 1792 prodat Náchod a v roce 1809 i belgické panství se zámkem Farciennes, dědictví po rodu Buquoyů. Ztráty se snažil nahradit nákupy statků v Praze a okolí (Hlubočepy, Ctěnice).
Posledním potomkem rohozecké větve byl František Antonín II. (1773–1831), který realizoval empírovou přestavbu Hrubého Rohozce. Po jeho smrti přešel majetek na mladší linii maloskalskou (Desfours-Walderode).

### Maloskalská větev (Desfours-Walderode)

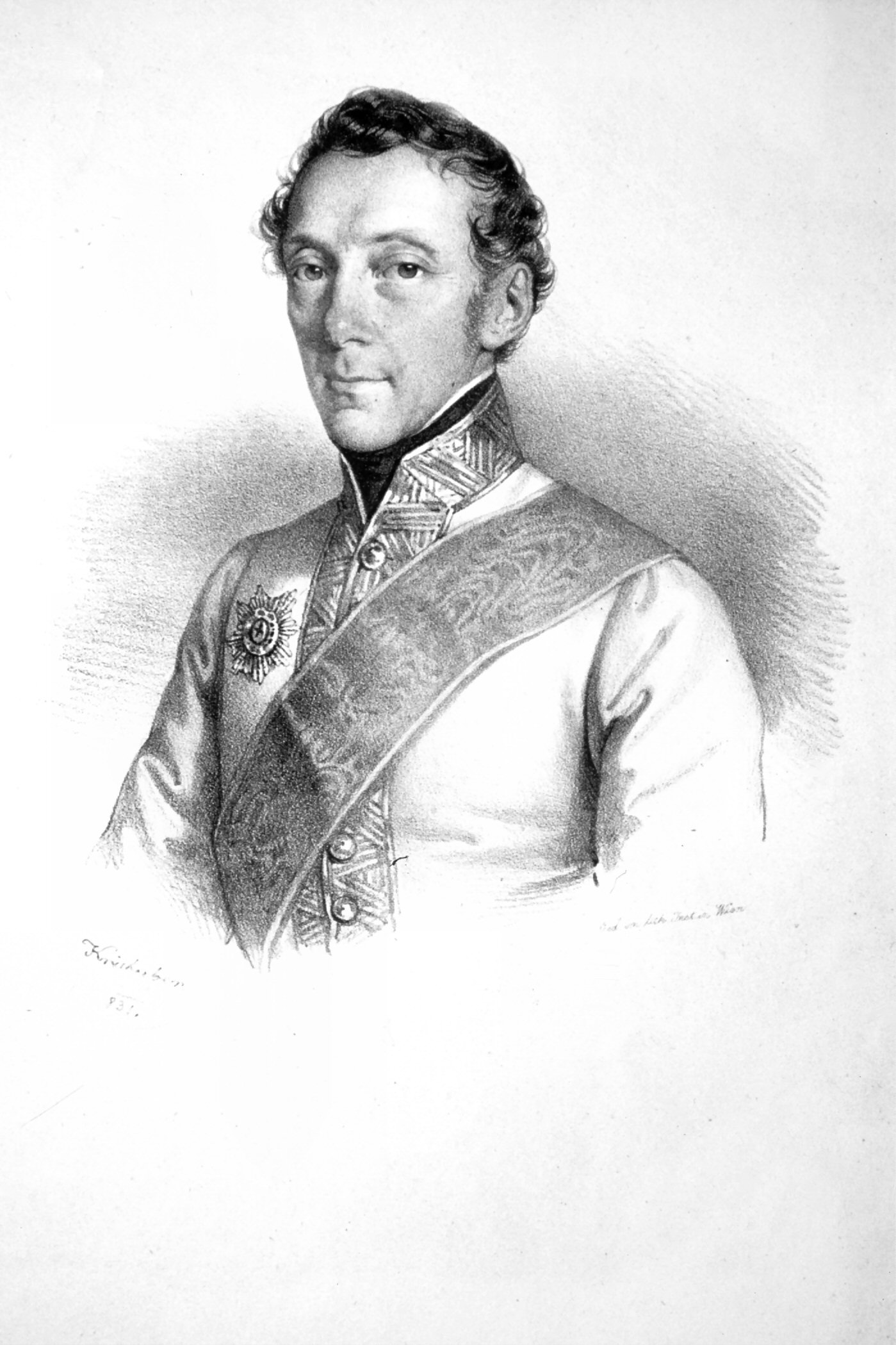
Generál Vincenc Desfours-Walderode (1778–1857)

Dědicem Malé Skály byl po Václavu Matyášovi (1674–1710) jeho nejstarší syn Jan Nepomuk Ferdinand (1699–1757), který získal hrad Velhartice a Hrádek u Sušice, zemřel ale bezdětný a majetek přešel na potomstvo jeho mladšího bratra Jáchyma Maxmiliána (1702–1749). Jeho syn František Václav (1739–1809) sloužil v armádě a dosáhl hodnosti generálmajora. V roce 1764 se oženil s hraběnkou Antonií Walderode (1740–1776) a po vymření jejího rodu převzal erb a jméno Walderode (Desfours–Walderode, 1798). Dědictví po rodině Valderode byla panství Křetín, Potštát, Vrchoslavice a Dřínov na Moravě, která pak Desfoursům patřil do roku 1945.
Z této větve pocházel Vincenc Desfours (1778–1857), který sloužil v armádě, dosáhl hodnosti generála jezdectva a byl nejvyšším hofmistrem arcivévody Ferdinanda d'Este. Byl dědicem desfourského sekundárního peněžního fideikomisu, který měl převzít syn Ferdinand (1816–1848), ten však zemřel ještě před otcem. Toto svěřenství spolu se jménem Desfours pak převzal Vincencův vnuk baron Vincenc Henniger ze Seebergu (1847–1916).

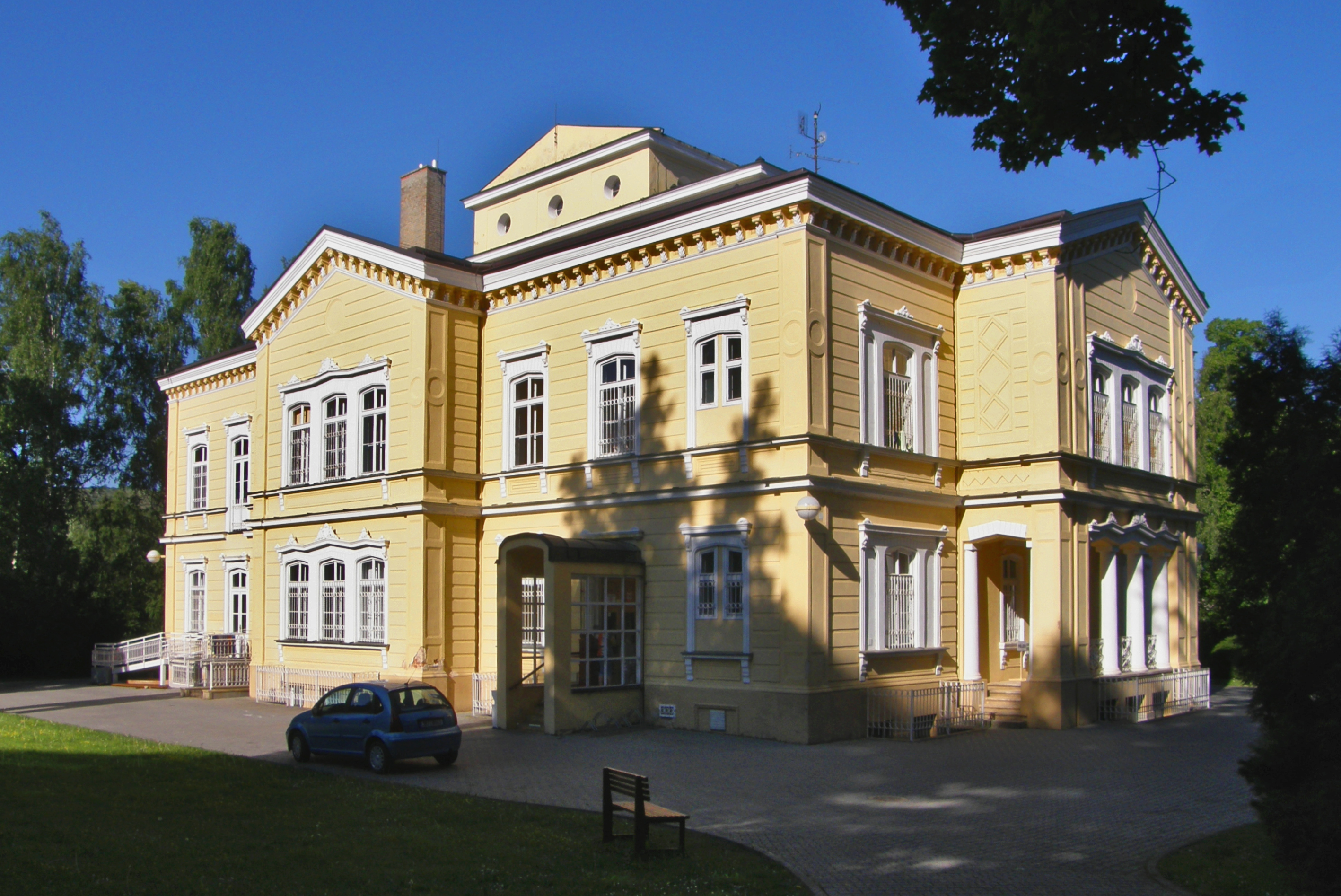
Zámek Křetín, sídlo Desfoursů v 19. a 20. století

Pokračovatelem maloskalské větve byl František Vincenc (Čeněk) (1806–1869), který převzal majetek vymřelé rohozecké větve a statky rodu Valderode, navíc v roce 1841 přikoupil v severních Čechách panství Horní Beřkovice, kde se nakonec trvale usídlil. Stavebně upravoval i zámky Potštát a Křetín na Moravě. Byl poslancem českého zemského sněmu a nakonec byl jako držitel fideikomisu v roce 1861 povolán do rakouské panské sněmovny. Křetín byl sídlem i jeho syna Theodora (1841–1894), který se též angažoval jako politik a mecenáš. Posledním majitelem Hrubého Rohozce byl Karel Desfours-Walderode (1904–2000), který po roce 1990 zažádal o restituci majetku v České republice a v roce 1992 získal české občanství. Restituční causa Hrubý Rohozec není dodnes ukončena, po smrti Karla Desfours-Walderode pokračuje v soudním sporu s Českou republikou jeho dědička Johanna Kammerlanderová. V červnu 2019 potvrdil její nároky na zámek Hrubý Rohozec a další majetky odvolací soud v Hradci Králové. Nejvyšší soud ale následně vyhověl dovoláním Lesů ČR, města Turnov a Státního pozemkového úřadu; v roce 2023 pak naopak dovolání dědičky zamítl.

## Majetek Desfoursů v Čechách a na Moravě
- Ctěnice (1820–1847)
- Defurovy Lažany
- Hlubočepy (1790–1853)
- Horní Beřkovice (1841–1869)
- Hrádek u Sušice (1731–1827)
- Hrubý Rohozec (1628–1945)
- Křetín (1797–1945)
- Malá Skála (1628–1802)
- Náchod (1783–1792)
- Potštát (1797–1945)

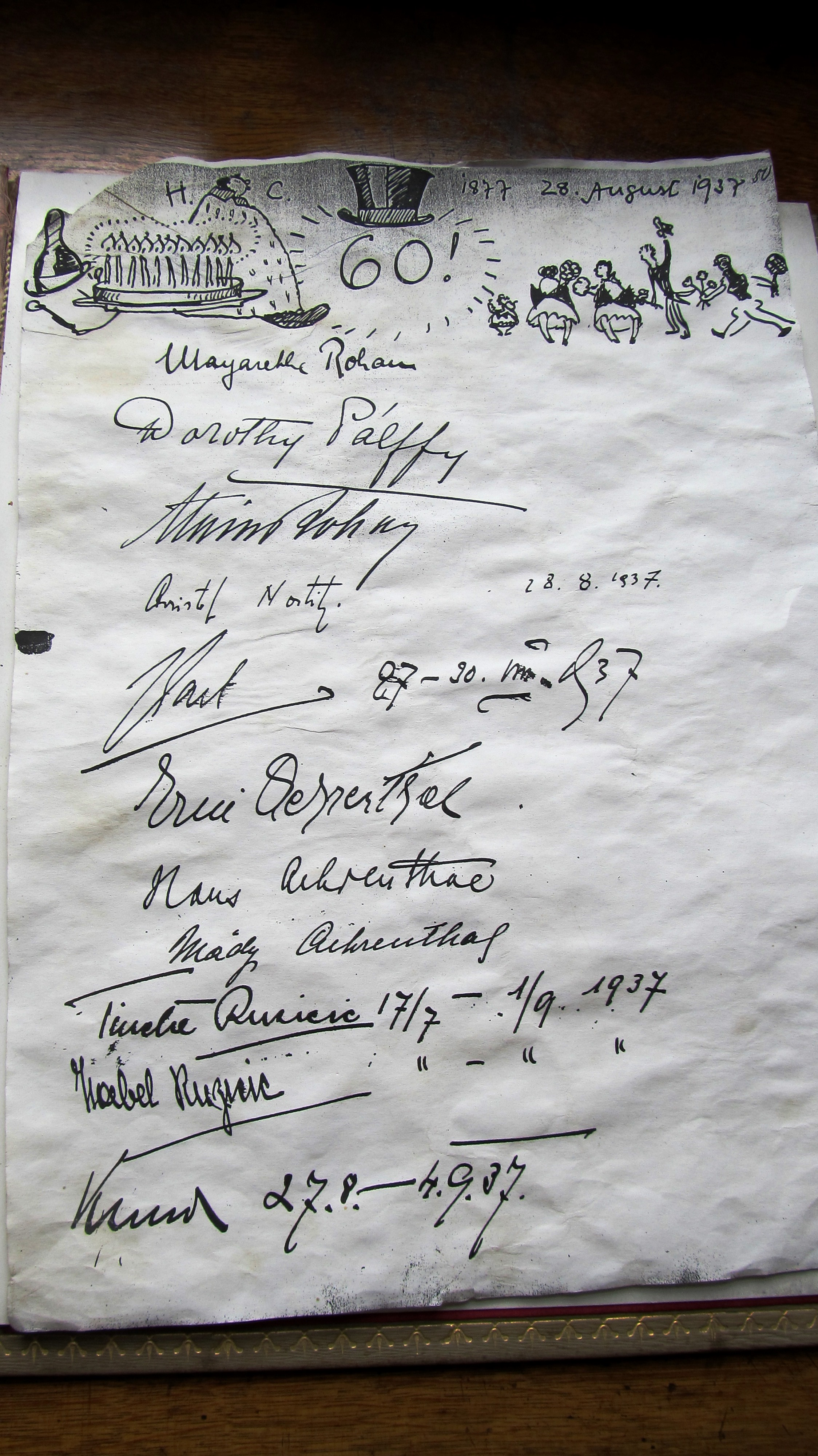
Návštěvní kniha zámku Hrubý Rohozec z roku 1937 s podpisy členů rodů Rohanů, Nosticů, Pálffyů a Lexů z Aehrenthalu

- Praha: palác Desfours-Walderode čp. 1023/II Na Florenci 19 (od 1847-)[4]
- Průhonice (1718–1748, 1757–1791)
- Radenín (1705–1753)
- Semily (1635–1748)
- Spálené Poříčí (1728–1749)
- Velhartice (1743–1827)

## Významné osobnosti
- Mikuláš Desfours (1588–1661), generál
- Albrecht Maxmilián I. Desfours (1629–1683), generál
- Marie Polyxena des Fours (1640–1697), mecenáška katolické církve
- Albrecht Maxmilián II. Desfours (1671–1732)
- František Václav II. Desfours (1739–1809), generál
- Vincenc Desfours (1778–1857), generál
- František Vincenc Desfours-Walderode (1806–1869), politik
- Theodor Desfours-Walderode (1841–1894), politik
- Marie Desfours-Walderode (1880–1963), lékařka
- Karel Desfours-Walderode (1904–2000), poslední majitel Hrubého Rohozce

## Erb
Původní erb, který užívali v Lotrinsku, obsahoval krokve s dvěma nohama gryfů na modrém poli, v Čechách k němu přidali červeného říšského orla ve zlatém poli. V roce 1674 jim byl erb polepšen o dvojici lvů jako štítonošů, v roce 1798 byl erb rozšířen o erb vymřelého rodu Valderodů.